# Break A Sweat
"Break a Sweat" é uma canção da cantora americana Becky G. Foi lançado em 21 de agosto de 2015. Um videoclipe foi lançado na conta oficial de Gomez no Vevo em 9 de outubro de 2015.

## Lançamento
"Break a Sweat", originalmente destinado à cantora americana Demi Lovato. Lovato teria saído do estúdio após uma discussão com o Dr. Luke, que mais tarde ofereceu a música a Gomez. Foi lançado para download digital em 20 de agosto de 2015. O áudio da música foi carregado no YouTube e Vevo, no mesmo dia de seu lançamento. Um vídeo da letra foi carregado na conta oficial de Gomez no Vevo em 4 de setembro de 2015.

## Vídeo musical
O videoclipe de "Break a Sweat" foi lançado em 9 de outubro de 2015, via Vevo, e também foi enviado ao YouTube no mesmo dia. O vídeo incluía a colocação de produtos para marcas como CoverGirl e Beats Electronics. Em novembro de 2019, o vídeo reuniu mais de 46 milhões de visualizações.

## Desempenho nas tabelas musicais
| Tabela musical (2014)                        | Melhor posição |
| -------------------------------------------- | -------------- |
| Bélgica (Ultratop 50 de Flanders)            | 67             |
| Eslováquia (Singles Digitál Top 100)         | 84             |
| Estados Unidos (Billboard Mainstream Top 40) | 36             |
| República Checa (Singles Digitál Top 100)    | 82             |